# جيمس دالي (ناشط حقوق إل جي بي تي)
جيمس دالي (بالإنجليزية: James Dale)‏ هو ناشط حقوق إل جي بي تي أمريكي، ولد في 2 أغسطس 1970 في بلدة ميدلتاون (نيو جيرسي) ‏ في الولايات المتحدة.